# Elena Pirozhkova
Elena Pirozhkova (en ruso: Елена Сергеевна Пирожкова; 13 de octubre de 1986) es una luchadora estadounidense de origen ruso de lucha libre. Participó en los Juegos Olímpicos de Londres 2012 consiguiendo el 14.º lugar en la categoría de 63 kg. Ocho veces compitió en Campeonatos Mundiales, consiguiendo cuatro medallas, de oro en 2012. Ganó la medalla de plata en los Juegos Panamericanos de 2011. Obtuvo siete medallas en Campeonato Panamericano, de oro en 2008, 2009, 2010 y 2016. Siete veces representó a su país en la Copa del Mundo, en 2013 clasificándose en la 2.ª posición. Primera en el Campeonato Mundial Universitario de 2008 y 2010.